# F1 2014 (videójáték)
Az F1 2014 egy, a 2014-es Formula–1 világbajnokságon alapuló autóverseny-szimulátor, melyet a Codemasters fejlesztett. Ez a Codemasters hatodik Formula–1-es játéka. A játék tartalmazza a 2014-es szezon összes csapatát, pilótáját és pályáját, beleértve a Red Bull Ringet és az új Sochi International Street Circuitet.
A játékot 2014. július 31-én jelentették be és az Egyesült Királyságban 2014. október 17-én, az Egyesült Államokban pedig 2014. október 21-én adták ki.
2014 augusztusában kiderült, hogy a játékosok a karrier mód elején bármilyen csapathoz leszerződhetnek (az előző játékokban csak alacsony szintű csapatokat lehetett kiválasztani a szezon elején). A játék nem fog tartalmazni klasszikus, régi tartalmat (az F1 2013-ban számos régi autóval és pályán is lehetett versenyezni).